# Amilcare Ballestrieri
Amilcare Ballestrieri (né le 17 septembre 1935 à Sanremo et mort le 18 juillet 2023 dans la même ville) est un pilote de motocyclisme et de rallyes italien.

## Biographie
Après un début de carrière sur deux roues dans les années 1960, Amilcare Ballestrieri a couru essentiellement en compétitions internationales automobiles de 1969 à 1977.
Ses véhicules successifs furent des Lancia (1969-1975), Alfa Romeo (1975), et enfin Opel (Kadett GT/E, 1976-1977).
Ses copilotes successifs furent Daniele Audetto (1969-1970), Arnaldo Bernacchini (1971-1972), Silvio Maiga (1973-1974), Mauro Mannini (1975), Sergio Maiga (1976, frère de Silvio), et enfin Rudy (1977).
Il a participé à 10 courses de WRC, de 1973 à 1977 (5e du Rallye Sanremo en 1976).
Il est le premier pilote étranger avec Simo Lampinen à avoir remporté les 24 Heures de Chamonix en 1974 sur Lancia Fulvia HF

## Palmarès

### Motocycliste
- Triple Champion de la montagne (courses de côte) sur route d'Italie : 1962, 1963, et 1964 (avec la MotoBi) ;
- Champion d'Italie junior en 175 cm3 : 1964 ;
- Vainqueur sur le circuit d'Ospedaletti: 1963 et 1964 ;

### Automobile

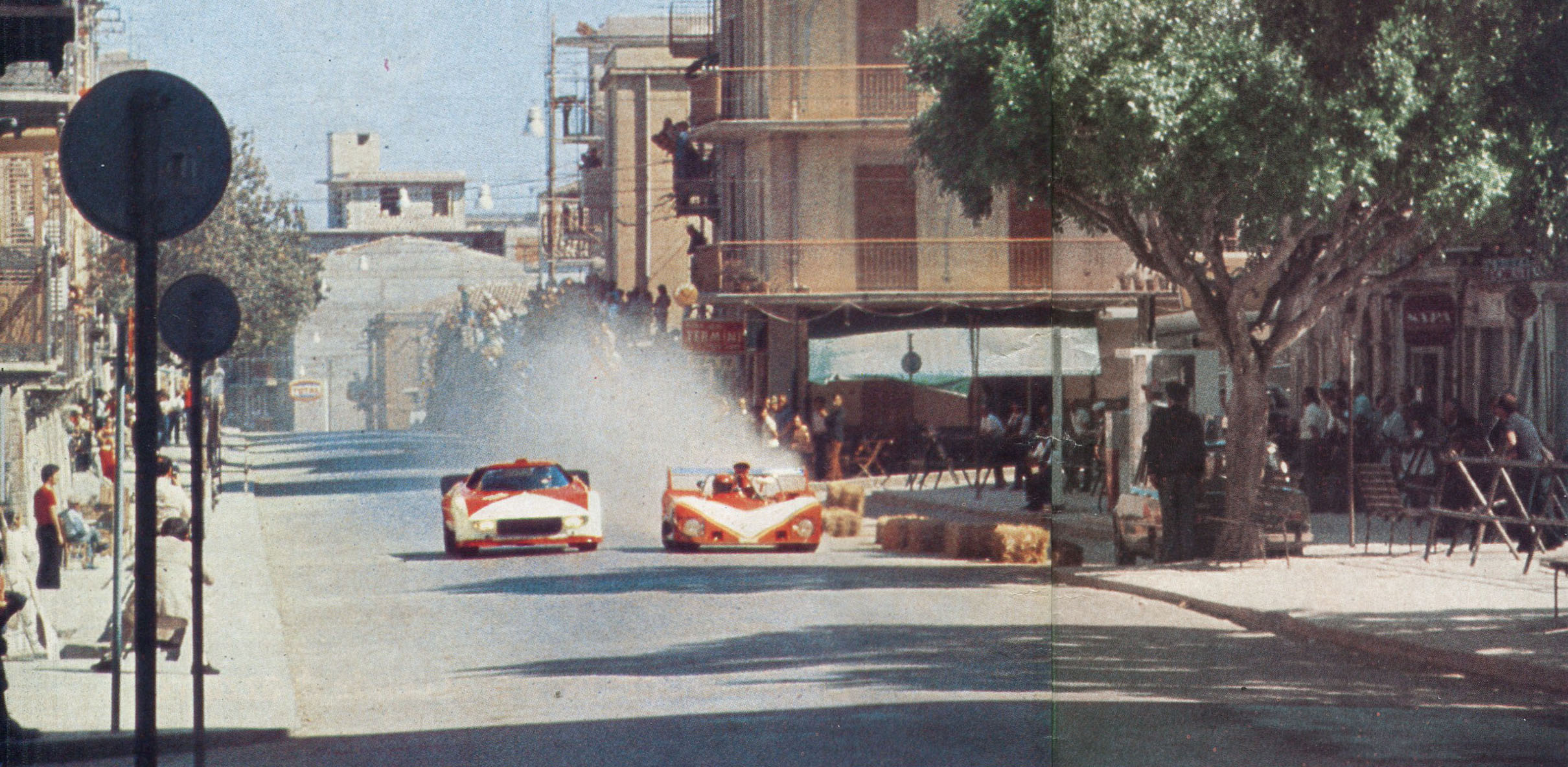
Gérard Larrousse, au 2e tour du circuit routier Piccolo Madonie, vainqueur de la Targa Florio 1974 sur Lancia Stratos HF 2.4 V6 Prototype, avec Amilcare Ballestrieri.

- Champion d'Italie des rallyes en 1973 sur Lancia Fulvia 1.6 Coupé HF;
- Vainqueur du Rallye Sanremo en 1972 (copilote Arnaldo Bernacchini; Lancia Fulvia 1.6 Coupé HF), en Championnat International des Marques (un an avant le WRC);
- Rallye du Frioul et des Alpes orientales en 1970 (Lancia Fulvia HF);
- Rallye 999' Minuti en 1970 (Lancia Fulvia HF);
- 2e du Rallye Sanremo en 1971 (Lancia Fulvia 1.6 Coupé HF);
  - 8 participations au total au rallye Sanremo, de 1970 à 1977 (6 au Monte-Carlo, de 1969 à 1975);
- 4e du championnat d'Europe des rallyes en 1975;
- Targa Florio en 1974 (Lancia Stratos HF).